# SD Gundam: Scad Hammers
SD Gundam: Scad Hammers (SDガンダム スカッドハンマーズ) est un jeu vidéo d'action-aventure développé par Bandai et édité par Namco Bandai Games en décembre 2006 sur Wii. C'est une adaptation en jeu vidéo de la série basée sur l'anime Mobile Suit Gundam et notamment Super Deformed Gundam,.